# Agathis purgator
Agathis purgator är en stekelart som först beskrevs av Fabricius 1793.  Agathis purgator ingår i släktet Agathis och familjen bracksteklar. Inga underarter finns listade i Catalogue of Life.